# Miluška Havlůjová
Milena (Miluška) Havlůjová, rozená Pomplová (13. května 1929 Dušníky u Rudné – 15. června 2022) byla odbojářka, politická vězeňkyně a v letech 1992–1998 starostka obce Rudná u Prahy.

## Život

### Za druhé světové války
Její otec Jaroslav byl majitelem pily a za druhé světové války spolupracoval s odbojáři. Během války ukrýval v okolí Rožmitálu někdy i více než padesát lidí, kterým hrozilo pronásledování režimem. Společně s Arnoštem Schwarzenbergem z Tochovic, který vlastnil poblíž panství, stavěli v lesích uprchlické bunkry. Gestapo ho však objevilo a vypsalo na něj odměnu 10 000 marek. Naštěstí byl včas varován a stihl se ukrýt, tudíž ho gestapo nenašlo. To bohužel neplatilo pro matku Milušky Havlůjové, která byla až do roku 1945 vězněna v Terezíně.

### Po roce 1948
Rodinná pila byla zestátněna a Miluška nesměla vystudovat vysokou školu. Otec Jaroslav Pompl byl zatčen a na základě absurdních důkazů 23. prosince 1948 odsouzen na rok nucených prací.
Miluška Havlůjová začala pracovat jako manekýna v podniku Textilní tvorba v Praze. V roce 1950 se vdala a o rok později se jí narodil syn Tomáš. Roku 1953 byla i se synem zatčena příslušníky StB, kteří ji odvezli na výslech do Bartolomějské ulice. Pro čtrnáctiměsíčního syna Tomáše to byl tak děsivý zážitek, že mu to způsobilo doživotní trauma.
Miluška Havlůjová byla odsouzena 27. listopadu 1953, za „pokus o přečin pobuřování proti republice” a byla odsouzena na pět let, nakonec strávila rok a čtvrt ve věznici v obci Svatý Jan pod Skálou, jež sloužila převážně jako nemocnice pro vězně s vážnými chorobami. Nakazila se zde tuberkulózou a dlouhé roky se pak musela léčit. Vztah se synem Tomášem se z důvodu její nepřítomnosti zhoršil a dlouho trvalo, než se znovu obnovil.

### Propuštění
Miluška Havlůjová byla propuštěna 1. března 1955 na amnestii prezidenta Antonína Zápotockého. Její otec opustil vězení až v roce 1960, přičemž v roce 1965 zemřel.
Po pádu komunistického režimu se Miluška Havlůjová zapojila do činnosti Občanského fóra, v roce 1992 se stala starostkou obce Rudná u Prahy a tento úřad zastávala až do roku 1998.